# Чехословакия на летних Олимпийских играх 1936
Чехословакия принимала участие в Летних Олимпийских играх 1936 года в Берлине (Германия) в пятый раз за свою историю, и завоевала три золотые и пять серебряных медалей.

## Медалисты
| Чехословакия на олимпийских играх 1936 года в Берлине | Чехословакия на олимпийских играх 1936 года в Берлине                                                                                       | Чехословакия на олимпийских играх 1936 года в Берлине | Чехословакия на олимпийских играх 1936 года в Берлине | Чехословакия на олимпийских играх 1936 года в Берлине |
| Медали                                                | Спортсмены | Вид спорта                                            | Дисциплина                                            | Результат                                             |
| ----------------------------------------------------- | --- | ----------------------------------------------------- | ----------------------------------------------------- | ----------------------------------------------------- |
| 1                                                     | Алоис Гудец | Спортивная гимнастика                                 | Кольца (мужчины)                                      | 19,433 очков                                          |
| 1                                                     | Владимир Сыроватка Ян Брзак-Феликс | Гребля на байдарках и каноэ                           | Мужчины, каноэ-двойка, 1000 метров                    | 4.50,1                                                |
| 1                                                     | Вацлав Моттль Зденек Шкрланд | Гребля на байдарках и каноэ                           | Мужчины, каноэ-двойка, 10000 метров                   | 50.36,5                                               |
| 2                                                     | Богуслав Карлик | Гребля на байдарках и каноэ                           | Мужчины, каноэ-одиночка, 1000 метров                  | 5.36.9                                                |
| 2                                                     | Йозеф Герда | Борьба                                                | Мужчины, греко-римский стиль, до 66 кг                |                                                       |
| 2                                                     | Йозеф Клапух | Борьба                                                | Мужчины, вольный стиль, свыше 87 кг                   |                                                       |
| 2                                                     | Вацлав Пшеничка | Тяжёлая атлетика                                      | Мужчины, свыше 82,5 кг                                | 402,50 кг                                             |
| 2                                                     | Ярослава Баерова Власта Деканова Божена Добешова Власта Фолтова Анна Гржебржинова Матильда Палфиова Зденька Вержмиржовская Мария Ветровская | Спортивная гимнастика                                 | Женщины, многоборье                                   | 503,6 очков                                           |

## Результаты соревнований

### Академическая гребля
Соревнования в академической гребле на Играх 1936 года проходили с 11 по 14 августа. В следующий раунд из каждого заезда проходили несколько лучших экипажей (в зависимости от раунда и дисциплины). В финал выходили 6 сильнейших экипажей.
Мужчины
| Соревнование | Спортсмены   | Предварительный заезд | Предварительный заезд | Предварительный заезд | Отборочный заезд | Отборочный заезд | Отборочный заезд | Полуфинал            | Полуфинал            | Полуфинал            | Финал                | Финал                |
| Соревнование | Спортсмены   | Заезд                 | Время                 | Место                 | Заезд            | Время            | Место            | Заезд                | Время                | Место                | Время                | Место                |
| ------------ | ------------ | --------------------- | --------------------- | --------------------- | ---------------- | ---------------- | ---------------- | -------------------- | -------------------- | -------------------- | -------------------- | -------------------- |
| одиночки     | Иржи Завржел | 4                     | 7:43,0                | 5                     | 3                | 7:45,4           | 2                | завершил выступление | завершил выступление | завершил выступление | завершил выступление | завершил выступление |

### Парусный спорт
| Класс   | Спортсмены          | Гонка | Гонка | Гонка | Гонка | Гонка | Гонка | Гонка | Очки | Место |
| Класс   | Спортсмены          | 1     | 2     | 3     | 4     | 5     | 6     | 7     | Очки | Место |
| ------- | ------------------- | ----- | ----- | ----- | ----- | ----- | ----- | ----- | ---- | ----- |
| Олимпик | Витежслав Павлоушек | DSQ   | 12    | 21    | 24    | 22    | —     | —     | 31   | 25    |
| Олимпик | Милослав Брепта     | —     | —     | —     | —     | —     | 22    | 24    | 31   | 25    |